# Жигалки (Пермский край)
Жигалки — деревня в Пермском крае России. Входит в Чайковский городской округ.

## Географическое положение
Деревня расположена в восточной части Чайковского городского округа. на расстоянии примерно 11 километров к югу от села Фоки.

## История
Известна с 1820 года как "починок Жигалов", другое название починок Два Брата (по названию местной речки). В починке на 1869 год было 13 хозяйств, с населением 96 жителей, в 1908 году — 56 дворов. В советское время работал промколхоз "Красный кустарь", который изготовлял лыжи и черенки для лопат. 
С 2004 по 2018 гг. деревня входила в Фокинское сельское поселение Чайковского муниципального района.

## Население
Постоянное население в 2002 году 203 человека (96% русские), в 2010 164 человека.

## Климат
Климат континентальный, с холодной продолжительной зимой и теплым коротким летом. Средняя годовая температура воздуха составляет 1,8о. Самым теплым месяцем является июль (18,2о), самым холодным  - январь (-14,7о), абсолютный максимум достигает 38о, абсолютный минимум  -49о. Снежный покров устанавливается в первой декаде ноября, максимальной высоты 44-45 см достигает во второй – третьей декадах марта и полностью оттаивает к концу апреля. Последние весенние заморозки приходятся в среднем на 22 мая, а первые осенние – на 19 сентября. Продолжительность безморозного периода составляет 119 дней..